# Amphineurus (Rhamphoneurus) apiculatus
Amphineurus (Rhamphoneurus) apiculatus is een tweevleugelige uit de familie steltmuggen (Limoniidae). De soort komt voor in het Neotropisch gebied.